# Police aux Pays-Bas

Logo de la police néerlandaise.

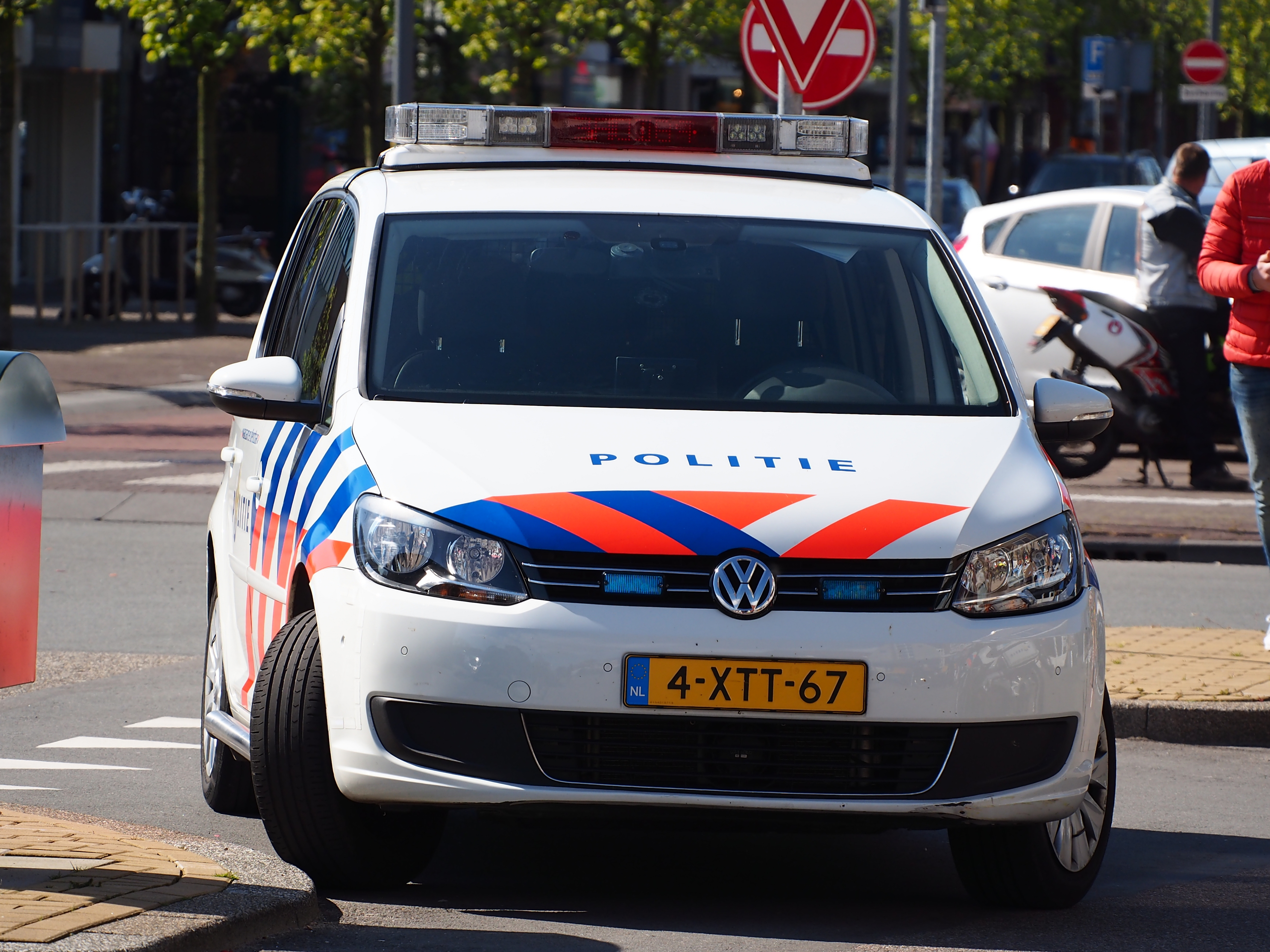
Volkswagen Touran, véhicule de fonction de la police néerlandaise.

La police néerlandaise (néerlandais : Nationale Politie) est une force de police chargée de faire respecter les lois néerlandaises, de maintenir l'ordre public et de fournir une assistance. Elle constitue également le service d'enquête du ministère public. L'organisation est entièrement restructurée et repensée en 2012 ; depuis le 1er mars 2024, Janny Knol est chef de la police au rang de premier chef de la police.
La législation principale est la loi sur la police et les sous-règlements importants comprennent l'instruction des officiers pour la police, la maréchaussée royale et d'autres agents d'enquête, le décret sur le statut juridique de la police générale et le décret sur la gestion de la police,. D'autres règles sont énoncées dans le code de procédure pénale, le droit pénal militaire, la loi sur les services d'enquête spéciaux et la loi sur les étrangers, entre autres. 